# Військова синагога (Полтава)
Військо́ва синаго́га або Солда́тська синаго́га — синагога, що з 60-х років ХІХ століття діяла у Полтаві на Поштамтській (В'ячеслава Чорновола) вулиці.

## Основна інформація
Після відкриття у Полтаві Іллінського ярмарку і пожвавлення торгівлі у місті створюється новий ринок — Новоселівський. Новоселівським він називався тому, що квартали. прилеглі до ринкової площі і району Поштамтської вулиці, носили назву Новоселівки. По периметру ринкової площі, а також на прилеглих до базару вулицях Ново-Полтавській (Шевченка), Всесвятській (Героїв-чорнобильців) та Поштамтській будуються ятки і комерційні установи. Тут починають селитись торговці, а також демобілізовані солдати та їхні сини, звані кантоністами. Серед останніх було багато осіб юдейського віросповідання. Це і послужило причиною спорудження Солдатської синагоги, зведеної на Поштамтській вулиці, у будинку № 13. Збудовано її було на початку 60-х років XIX століття, коли Новоселівка вже була переважно заселена.
Автор проекту невідомий. Як і інші синагоги в Полтаві, вона була одноповерховою, прямокутною у плані, цегляною, з куполом над молитовним залом. Архітектурний вигляд будинку із застосуванням елементів і форм пізньої класики повністю відповідав призначенню як культової споруди даної конфесії. Певний час старостою синагоги був Ісер-Лейб Блувштейн, батько Рахель Блувштейн.
Солдатська синагога була закрита в 30-ті роки ХХ століття, а в будівлі розташовувалися складські приміщення. Після 1945 року тут у певний час розташовувався молокозавод, а потім, після надбудови ще трьох поверхів, синагога стала житловим багатоповерховим будинком.